# مارتن أندانار
مارتن أندانار (من مواليد 21 أغسطس 1974) هي شخصية إخبارية تليفزيونية فلبينية سابقة ومذيع أخبار، ومعلق إذاعي، ومذيع بودكاست، وفنان صوتي عمل لآخر مرة في نيوز 5. يشغل حاليًا منصب سكرتير مكتب الاتصالات الرئاسي في الفلبين تحت إدارة رودريغو دوتيرتي.
في يونيو 2016 أُعلن أن أندانار سينضم إلى إدارة الرئيس رودريجو دوتيرتي كسكرتير لمكتب عمليات الاتصالات الرئاسية، ليحل محل سوني كولوما. تم تكليفه بالإشراف على عمليات وكالات الأنباء والإعلام الحكومية.

## الحياة الشخصية
ولد أندانار في 21 أغسطس 1974 في مانيلا بالفلبين لوالديه وينسيليتو أندانار وروزاريو مارفوري.
وهو متزوج من أليلي أغيلار أندانار، ابنة عمدة لاس بيناس السابق فيرجيل أغيلار وابنة أخت السناتور سينثيا فيلار. لديهما طفلان ويعيشون حاليًا في مونتينلوبا.

## التعليم
أمضى مارتن سنوات دراسته الثانوية في كاجايان دي أورو ومانيلا. بعد عام في جامعة الفلبين لوس بانوس انتقل إلى أستراليا مع والدته حيث تخرج بدرجة البكالوريوس في الآداب في الدراسات الاجتماعية والسياسية والسينما والدراسات الإعلامية في جامعة الاتحاد في أستراليا.
حصل أندانار على درجة الماجستير في ريادة الأعمال من المعهد الآسيوي للإدارة عام 2007.
في عام 2008 أرسلت وزارة الخارجية الأمريكية جنبًا إلى جنب مع 30 من قادة الشباب الفلبينيين أندانار إلى جامعة شمال إلينوي لحضور برنامج زمالة القيادة الدولية للزوار. في يونيو 2009 ذهب إلى جامعة جورج تاون في واشنطن العاصمة لحضور دورة تنفيذية في الإدارة العامة وغير الربحية. كما أنهى برنامج الزملاء التنفيذيين الكبار في كلية هارفارد كينيدي، جامعة هارفارد في مارس 2010.
حضر أندانار دورات حول الاتصالات في تنفيذ السياسة العامة (2015) ومكافحة التطرف العنيف (2017) في كلية لي كوان يو للسياسة العامة في سنغافورة. بالإضافة إلى دورة الإدارة التنفيذية الأدبية الإخبارية في جامعة هونغ كونغ. كما تابع دراسات الدكتوراه في الإدارة العامة في جامعة الفلبين ديليمان.